# Eunidia haplotrita
Eunidia haplotrita är en skalbaggsart som beskrevs av Aurivillius 1911. Eunidia haplotrita ingår i släktet Eunidia och familjen långhorningar.
Artens utbredningsområde är:
- Djibouti.
- Kenya.

Inga underarter finns listade i Catalogue of Life.